# Ens (Noordoostpolder)
Ens is een dorp in de gemeente Noordoostpolder, in de Nederlandse provincie Flevoland. Ens ligt tussen Emmeloord en Kampen. Het dorp ligt aan de N50 en de N352. Het dorp telt 3.390 inwoners (1 januari 2023).
In het noordwesten van Ens ligt een industrieterrein terwijl ten zuiden een glastuinbouwgebied ligt. Het kent verder een open buitengebied met in het zuidwesten de zandige gronden genaamd het Kamperzand, die vooral gebruikt worden voor de bloembollenteelt.

## Geschiedenis

### Ontstaansgeschiedenis
Het dorp is het derde dorp dat was gepland rondom de centrale plaats Emmeloord, in de ontwerpen werd het dorp aangegeven als dorp C. In het eerste vijf dorpenplan werd de naam Kamperzand voorgesteld voor dorp C.
In het begin van de jaren 1940 werden er barakkenkampen in de Noordoostpolder geplaatst door de Directie van de Wieringermeer, die verantwoordelijk was voor het in cultuur brengen en inrichten van de polder. Deze barakken waren meestal van hout en werden gebruikt om de polderwerkers en de nieuwe landarbeiders tijdelijk te huisvesten totdat de landerijen waren ontgonnen en de boerderijen in het gebied waren gebouwd. 
Tijdens en kort na de Tweede Wereldoorlog werden ruim dertig van zulke barakkenkampen gebouwd. Bij Ens werden drie van deze barakkenkampen gebouwd. Als eerste werd in november 1941 het kamp Ramspol geopend, vlak voor de gehele Noordoostpolder droog kwam te liggen. Daarna werden nog twee kampen gebouwd in het dorpsgebied van Ens. In het tweede kamp stonden stenen barakkengebouwen, waar verschillende ondernemers, zoals de smid en een loonbedrijf als eerste hun onderkomen hadden.
De eerste woningen in de polder werden in 1946 opgeleverd. Het officiële dorpsontwerp was dan nog niet gemaakt. Het was in 1947 dat het stedenbouwkundig plan door architect en planoloog Theo Verlaan werd gemaakt en goedgekeurd, voor de bouw van het dorp Ens dat aan de oostelijke kant van de Enservaart moest komen te liggen. Verlaan was ook verantwoordelijk voor het stedenbouwkundig plan van Bant en net als dat dorp was het ontwerp in de stijl van de Delftse School. Met de bouw van de eerste woningen in deze stijl werd in 1948 gestart. De eerste woningen werden in 1949 opgeleverd. 
In 1948 werden aan de Waterkant ook zes woningen gebouwd die als bouwpakket uit Oostenrijk waren geïmporteerd. Deze woningen waren onderdeel van een grotere bestelling door de Nederlandse Rijksoverheid wegens het tekort aan bouwmaterialen, in ruil voor voedsel gezien daarin Oostenrijk dan weer tekort kwam na de Tweede Wereldoorlog. De bouwpakketwoningen werden gefabriceerd door de firma Thermohaus uit Wenen en waren niet in de Delftse School zoals de rest van het dorp.
De centrale ruimte van het dorp wordt gevormd door de brede groene as van de Baan. De breedte wordt extra versterkt door een haaks liggende tweede brink. Het ontwerp van het dorp doet functionalistischer aan dan de andere dorpen in de Noordoostpolder door het gebruikt van een regelmatig kavelpatroon. De eerste bewoning die in strokenverkaveling werden gebouwd staan aan de Petrus Amemeliusstraat.

### Herkomst van de plaatsnaam
Ens is vernoemd naar het gelijknamige zuidelijke deel van Schokland. Dit Ens bestond uit een tweetal woonbuurten, de Middel- of Molenbuurt en de Zuiderbuurt, ook wel De Zuidert genoemd. Deze buurten werden in de middeleeuwen gesticht. Wanneer deze 'Ens' voor het eerst genoemd wordt is niet duidelijk. In een register uit 1150 is er sprake van Endesle. Deze wijst echter mogelijk naar een veenmeer waarop veel eenden voorkwamen, waarnaar de plaatsnaam zou zijn vernoemd. Het oorkondeboek 'Gelre en Zutphen' uit 793 noemt dit meer als Enedseae, als missionaris Liudger (742-809) zijn land tussen Berilsi en Enedseae aan de kerk van Deventer schonk. Dit Enedseae zou ten zuidwesten hebben gelegen van het latere Ens.
In 1302 werd ene Jacobus van Enescu burger van Kampen, wat een aanwijzing zou kunnen zijn op een eerste plaatsduiding, gezien het niet ongewoon was te verwijzen naar de plaats waar men vandaan kwam als achternaam. In 1335 werd de plaatsnaam als 'Ense' en 'Enze' vermeld in het oudste foliant van Kampen van 1324 tot 1354. 
Er werd ook wel gedacht dat de plaatsnaam vernoemd zou zijn naar ene Gerrit Entszoon. Dit was een inwoner van Enkhuizen die in 1470 de eigenaar van de heerlijkheid was, maar dit wordt onwaarschijnlijk geacht gezien de oudere vermeldingen van de plaats. 
Op het eind van de 18e eeuw komt de benaming Schokland in zwang voor het gehele eiland en in 1859 moesten de nederzettingen van Ens en Emmeloord op Schokland worden afgebroken nadat koning Willem III een wetsvoorstel goedkeurde voor ontruiming van het eiland wegens dreigende overstromingsgevaar en ernstige armoede.
Om dit te herdenken werden ook straten in het nieuwe Ens vernoemd naar personen die belangrijke rol hebben gespeeld in de geschiedenis van Schokland, Emmeloord en Ens. Zo werd er een straat vernoemd naar de oudst bekende predikant die actief was op het eiland, Petrus Aemilius (van 1598 tot 1601), de eerder al genoemde heer Gerrit Entszoon, ook wel bekend als 'Gerrit Entsz' die geen belasting hief vanwege de te armlastige bevolking van het eiland, de eerste en laatste burgemeesters van Schokland, Eberhard Philip Seydel en Gerrit Jan Gillot en een van de laatste vissers van Schokland, Louw Botter.
Sinds de drooglegging van de Noordoostpolder viel een groot deel van het voormalige eiland Schokland onder het dorpsgebied van Ens. Op 1 november 2008 kreeg Schokland vanwege de werelderfgoederkenning een eigen dorpsstatus. De gemeenteraad wilde meer erkenning voor de eigenheid van het voormalige eiland en diens geschiedenis. De kerkklok uit het waterstaatskerkje dat sinds 1942 in Ens bewaard werd keerde in 2009 op verzoek van de Schokkervereniging terug naar de kerk op Schokland.

### Geschiedkundige gebeurtenissen en ontwikkelingen
Op 31 mei 1984 vond een klein uur na middernacht een ontploffing plaats in een van de transformators in het koppelstation bij Ens. Het koppelstation was destijds de enige verbinding met het noorden van het landelijk elektriciteitsnet. De algehele stroomstoring van zo'n tweeënhalf uur in de drie noordelijke provincies, Overijssel en delen van Gelderland zorgde ervoor dat er op diverse plaatsen er geplunderd werd door mensen. Volgens de politie werden de plunderingen in de hand gewerkt doordat bij winkels als supermarkten de deuren automatisch opengingen.
Vanaf eind 2009 tot eind 2012 werd de verkeerssituatie bij Ens drastisch veranderd. De grootste aanpassing was dat de N50 circa 250 meter in westelijke richting werd verlegd. Voor de verkeersafwikkeling werd er een half klaverblad aangelegd. Ook werd er een viaduct aangelegd, die in juli 2011 gereed kwam. En de weg werd verbreed naar 2x2 banen, in eerste instantie alleen tussen Ramspol en Ens, in 2016 werd de verbreding afgrond door ook tussen Ens en Emmeloord zo te verbreden. De Ramspolbrug tussen de Noordoostpolder en Overijssel werd tevens vervangen voor een nieuw hoger (13 meter) en breder (34 meter) exemplaar, zodat de brug minder vaak open hoeft voor de scheepvaart en er meer verkeer over de brug kan. Daarnaast werden de bushaltes van lijn 141 aan de Baan verplaatst naar een plek net buiten het dorp.

## Waterlopen
In het dorpsgebied liggen onder meer van noord naar zuid de Enservaart, de Zwijntocht, de Schokkertocht, de Enserdwarstocht, de Ensertocht en de Ramstocht. Ten zuiden liggen het Ketelmeer en het Zwarte Meer. Daar tussen ligt de Ramsgeul en het Ramsdiep. Bij de Ramspolbrug ligt de Balgstuw bij Ramspol.

## Monumenten en kerken

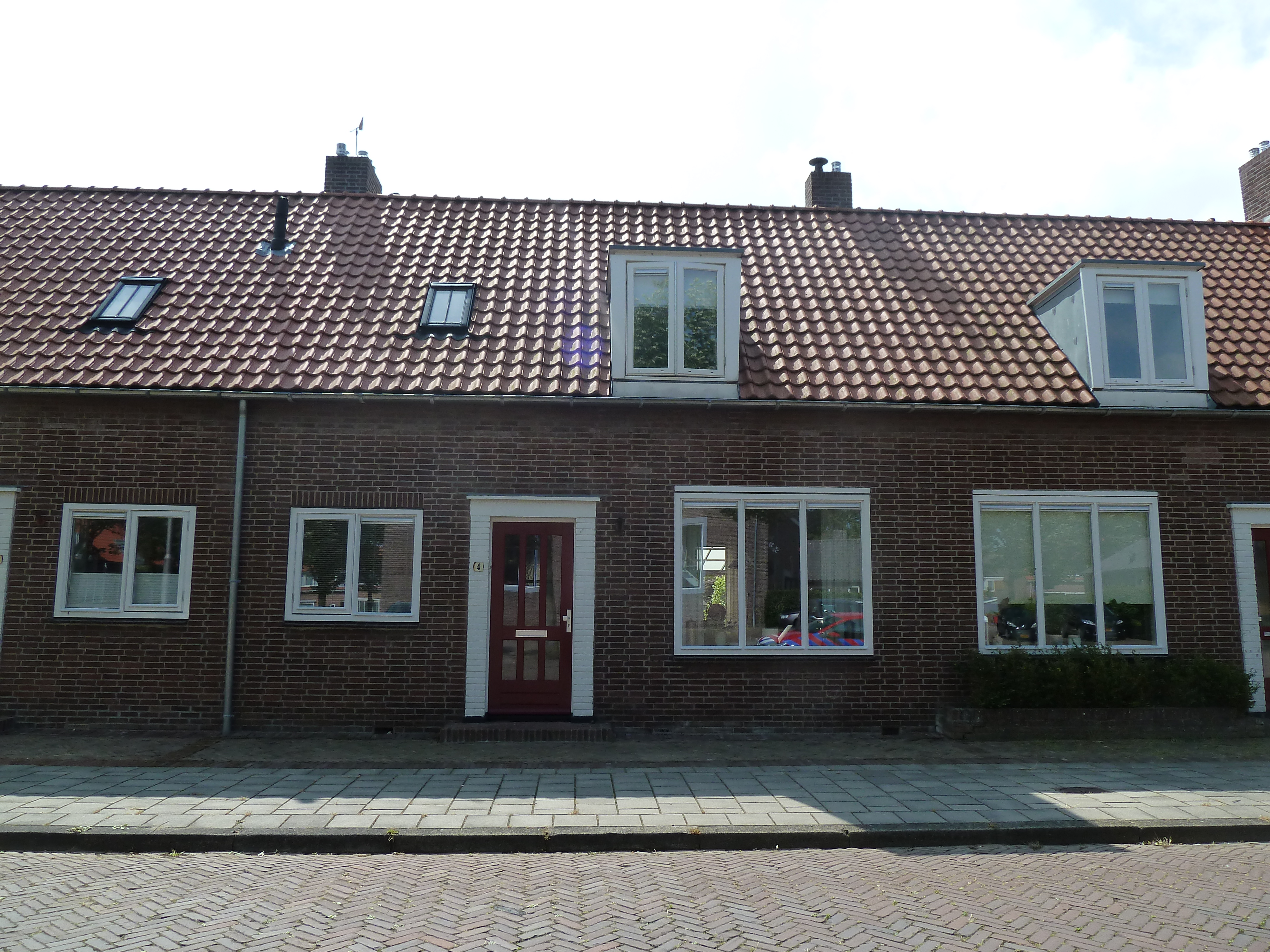
Woningen aan het Kerkplein

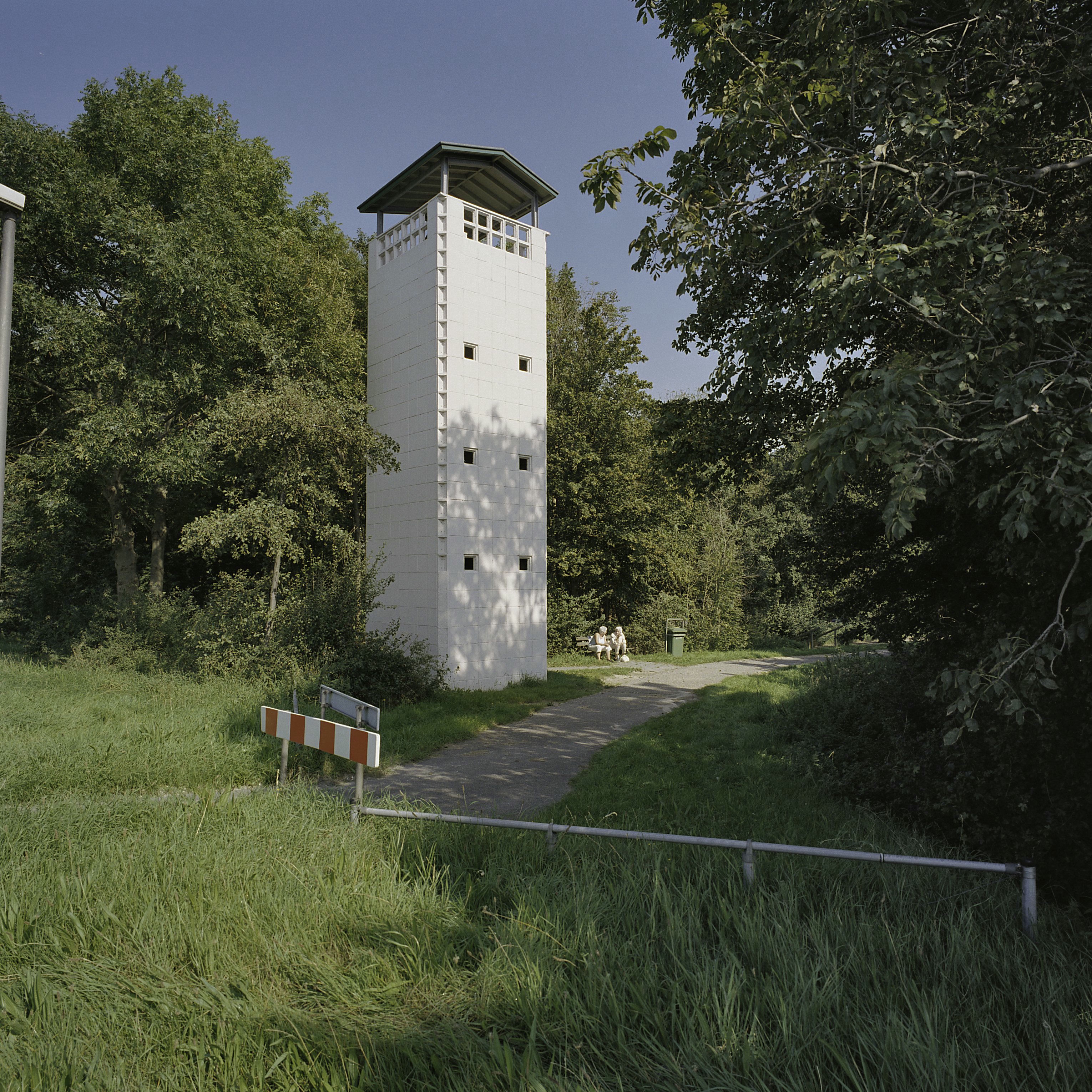
Uitkijktoren

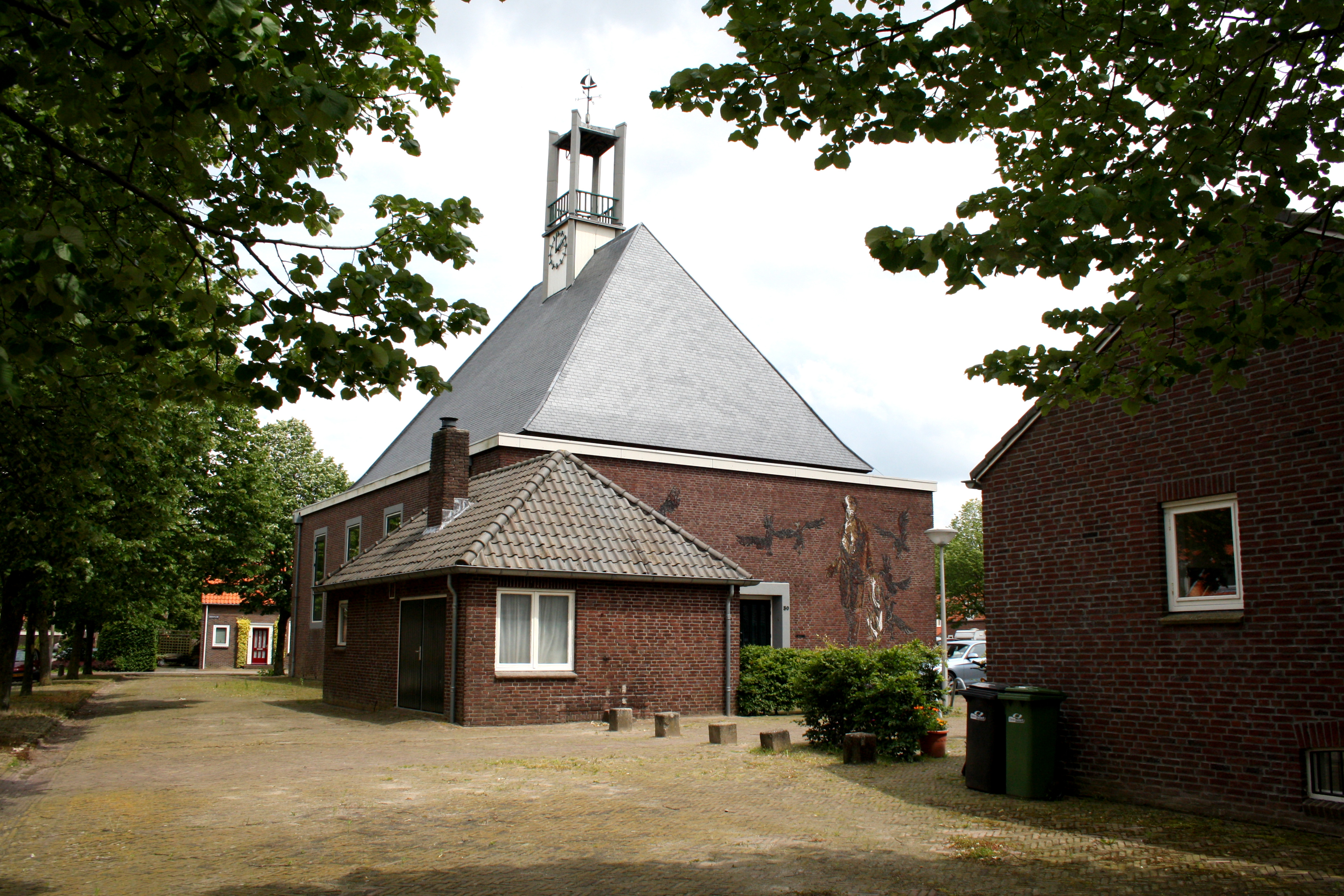
De Hervormde kerk De Zaaier

Het dorp kent diverse rijksmonumenten en gemeentelijke monumenten. Veel woningen aan het Kerkplein zijn aangewezen als gemeentelijke monument. Dit zijn voornamelijk arbeiderswoningen die in opdracht van de afdeling Noordoostpolderwerken van Directie van de Wieringermeer als ware als gevelwand het plein omsluiten. De eerste woningen werden in 1951 gebouwd en de tweede serie vrijwel identieke woningen werden een jaar later gebouwd. De woningen zijn kenmerkend voor de arbeidswoningen die in de Noordoostpolder werden gebouwd met één bouwlaag. Wel kregen de woningen dakkapellen, die rechthoekig zijn met een plat dak. De nokrichting van rode pannen gedekte zadeldak is evenwijdig aan de straat.
Ook de Uitkijktoren Ramspol uit 1956/57, die niet ver van het Ramsdiep staat is een gemeentelijk monument.
Het oudste kerkgebouw van het dorp is het verenigingsgebouw  't Gebouwtje en is een rijksmonument. Van oorsprong was het de noodkerk van de katholieken in het dorp. Het gebouw werd in de ambachtelijke-traditionele bouwtrant ontworpen door architect A.E. Bleys uit Den Haag. Het gebouw bleef tot 1958 dienst doen als kerk, zei het in de laatste jaren niet als de hoofdkerk. Het kerkgebouw zou vervolgens gesloopt worden, maar er werd besloten daarvan toch af te zien. Het was daarna een tijdlang een bibliotheek om daarna een verenigingsgebouw te worden. In oktober 1955 werd de direct naastgelegen Katholieke kerk, de Onze-Lieve-Vrouw van Altijddurende Bijstandkerk officieel in gebruik genomen. Deze kerk werd ontworpen door de architecten H. Thunnissen, A. van Kranendonk jr. en A. Thunnissen jr in de Delftse Schoolstijl en is een gemeentelijk monument.
De katholieke kerk was niet de enige met een noodkerk, nog voor de bouw van die katholieke noodkerk werd op 19 mei 1946 de noodkerk van de Hervormde kerk ingewijd. Deze bood ruimte voor honderd personen. Deze noodkerk deed tot 1953 dienst. Het betrof een houten gebouw met dakruiter dat door een kerkgenootschap uit Zwitserland was geschonken aan de kerk. In 1953 besloot men het gebouw te verplaatsen naar Rutten. In de kerk hing in de tijd dat het in Ens stond de luidklok uit Schokland. In 1953 werd de nieuwe Hervormde kerk, ontworpen door de architecten Chr. Nielsen en J.H.Chr. Spruit, in gebruik genomen. Het kreeg de naam De Zaaier met zich mee en was bedoeld voor vier keer zoveel kerkgangers.
De derde kerk van het dorp, de Gereformeerde kerk werd gebouw in 1954 en kent in tegenstelling tot de twee andere kerken een zogeheten 'shake-hands'-architectuurstijl. In dit geval het naoorlogse functionalisme en de Delftse School, de meer traditionalistische stijl. De kerk, die in het buurtje ten noorden van de brink is gelegen, werd ontworpen door architect Hindrik Eldering uit Leeuwarden en werd in 1955 in gebruik genomen, en deed dienst tot 2006 als kerk na een fusie met de Hervormde kerk. Van 1947 tot 1955 was de gereformeerde kerkgenootschap gevestigd in de kantine van kamp I.

## Onderwijs
Het dorp kent een drietal basisscholen, en een peuterspeelzaal. De oudste school was de christelijke lagere school 'School met den Bijbel'. Deze startte in de barakkenkamp II met twee klaslokalen in juni 1950 terwijl het toekomstige gebouw werd gebouwd. De school verhuisde een jaar later naar de nieuwbouw. Acht jaar later werd een christelijke kleuteronderwijs gestart in het gebouw van de kerk. Later zou deze als Het Roefje zelfstandig doorgaan. In 1985 fuseerde het met de christelijke basisschool en verkreeg het de naam 'Het Lichtschip'. Ondanks de verbouwingen en uitbreidingen door de jaren heen is de basis van het ontwerp van de Directie van de Wieringermeer anno 2024 nog te herkennen. Direct naast deze school staat de openbare school 'De Regenboog'. De Rooms-katholieke basisschool staat aan de zuidkant van het dorp, het gebouw van 'De Horizon' werd gebouwd in 1953 en 5 jaar later vergroot tot een H-vormige school, waarbij het oorspronkelijk ontwerp nog herkenbaar is.

## Sport en cultuur

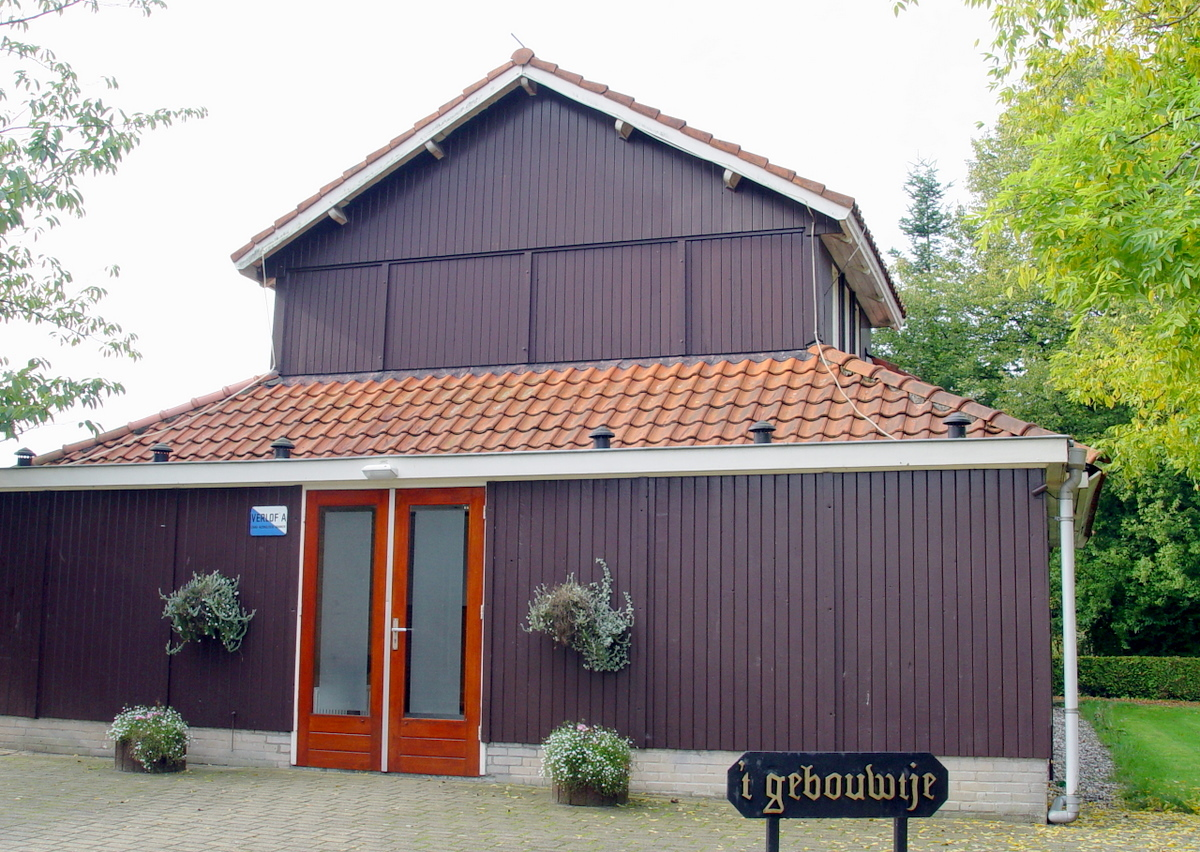
Verenigingsgebouw 't Gebouwtje, voormalige noodkerk.

Het dorp heeft een eigen (natuur)ijsbaan. Daarnaast kent het de algemene sportvereniging SV Ens, dat een overkoepelde sportvereniging is die gebaseerd is op de gelijknamige voetbalclub. Het gaat daarbij onder meer om een volleybalvereniging, gymnastiek en turnvereniging, zaalvoetbalvereniging, badmintonvereniging en een tennisvereniging. De vereniging organiseert jaarlijks de avondvierdaagse. Het dorp heeft een eigen sporthal, de 'Evert van Benthemhal' is vernoemd naar marathonschaatser Evert van Benthem die twee keer de Elfstedentocht wist te winnen. Op cultuurgebied kent het dorp het verenigingsgebouw  't Gebouwtje en onder meer de fanfare en dweilorkest Blaaskapel Ens, diverse zanggroepen en een accordeon- en keyboardvereniging uit 1958. De carnavalsvereniging van het dorp heet De Kleiduikers.

## Geboren in Ens
- Evert van Benthem (1958), marathonschaatser
- Laura Maaskant (1994-2019), schrijfster